# Alberto Adrianzén Merino
Luis Alberto Adrianzén Merino (Lima, 28 de octubre de 1952) es un sociólogo, investigador, profesor universitario, escritor y político peruano. Fue parlamentario andino desde el 2011 hasta el 2016.

## Biografía
Nació en la ciudad de Lima, el 28 de octubre de 1952. Es hermano del cineasta y documentalista Francisco Adrianzén.
Es licenciado en Sociología por la Pontificia Universidad Católica del Perú donde obtuvo el título en 1981. Fue fundador y también laboró como sociólogo en el Centro de Estudios y Promoción del Desarrollo (DESCO).

## Carrera política
Fue militante de Izquierda Unida, donde fue una de las personas más cercanas al histórico Alfonso Barrantes.
Participó como candidato a la Congreso de la República en las elecciones parlamentarias de 1990 sin tener éxito. Luego, renunció a Izquierda Unida para pasarse a las filas del partido Unión por el Perú liderado por Javier Pérez de Cuéllar. Intentó nuevamente ser congresista en las elecciones parlamentarias de 1995 sin resultar elegido.

### Parlamentario Andino
Para las elecciones del año 2011, Adrianzén fue incluido como cabecera de lista de candidatos al Parlamento Andino por Gana Perú de Ollanta Humala. Luego resultó elegido parlamentario andino para el periodo 2011-2016.
En su gestión, ejerció como vicepresidente y también planteó la creación de una intendencia contra el racismo.
Volvió a postular al Parlamento Andino en las elecciones del 2021 por Juntos por el Perú, sin embargo, no resultó elegido.
En mayo del 2022, Adrianzén fue nombrado como asesor en temas de Relaciones Exteriores durante el gobierno del expresidente Pedro Castillo.